# ワレンチン・コラベリニコフ
ワレンチン・コラベリニコフ（Валентин Владимирович Корабельников；1946年1月4日 -）は、ソ連、ロシア連邦の軍人、ロシア連邦軍参謀総長顧問。前ロシア連邦軍参謀本部情報総局（GRU）長兼参謀次長。上級大将。ロシア連邦英雄。

## 経歴
1969年、ミンスク高等技術高射ミサイル学校、1974年、フルンゼ名称軍事アカデミー、1988年、参謀本部アカデミーを卒業。ソ連国防省附属軍事外交アカデミーを卒業し、20年以上、ソ連軍、ロシア連邦軍の参謀本部情報総局（GRU）の機関で働いた。1992年から1997年まで、GRU第一副総局長だった。チェチェン戦争時、戦闘行動地帯に再三出た。
1997年5月、フョードル・ラドゥイギン大将の退役に伴い、GRU総局長に任命された。同年8月20日、ロシア連邦外国国家軍事技術協力調整省庁間会議の構成員に編入された。同年12月31日から、「ロスヴォオルジェーニエ」と「プロムエクスポルト」社の活動に対する監督会議議員。
1999年7月、コラベリニコフは、ユーゴスラビアのコソボ紛争調停への貢献に対して、ボリス・エリツィン大統領から感状を受けた。同年9月6日、ロシア連邦大統領附属外国国家軍事技術協力問題委員会の構成員に編入された。
2003年6月12日、上級大将に昇進。
2009年4月24日、GRU総局長を解任。ロシア連邦軍参謀総長顧問に任命。
妻帯。